# Ботанический сад Пермского университета
Ботани́ческий сад и́мени А. Г. Ге́нкеля Пе́рмского университе́та — старейший ботанический сад Урала, обладающий одной из самых крупных коллекций растений открытого и закрытого грунта. Входит в десятку крупнейших в стране живых коллекций растений и обладает самой многочисленной коллекцией видов и сортов цитрусовых в России.
Основная часть сада площадью 1,97 га расположена в Дзержинском районе г. Перми на территории университетского городка58°00′24″ с. ш. 56°11′10″ в. д.. Филиал Ботанического сада площадью 1,33 га расположен в Свердловском районе г. Перми на территории ПГНИУ в урочище «Голый мыс»57°57′04″ с. ш. 56°20′27″ в. д..

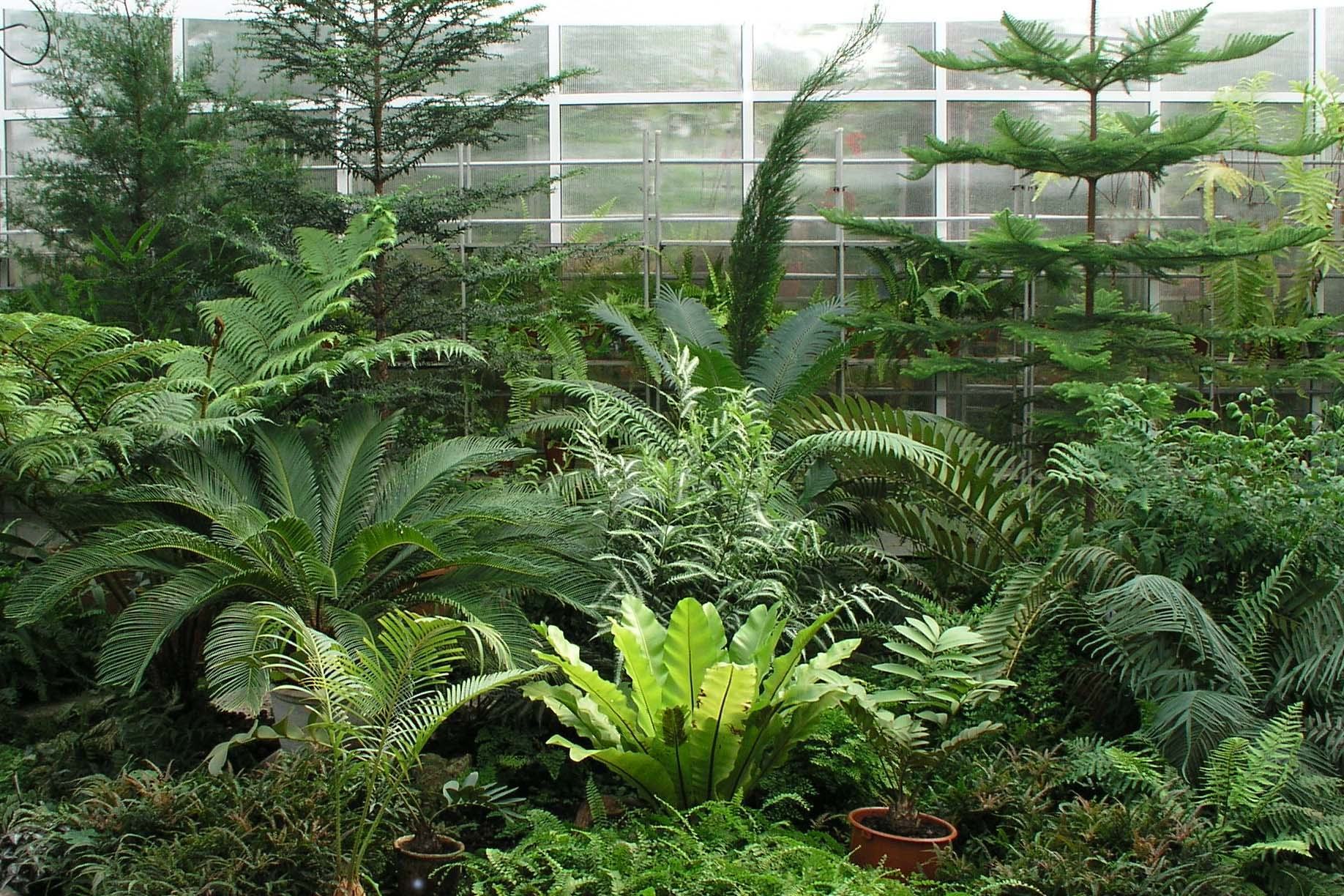
Экспозиция закрытого грунта «Растения пермского геологического периода»

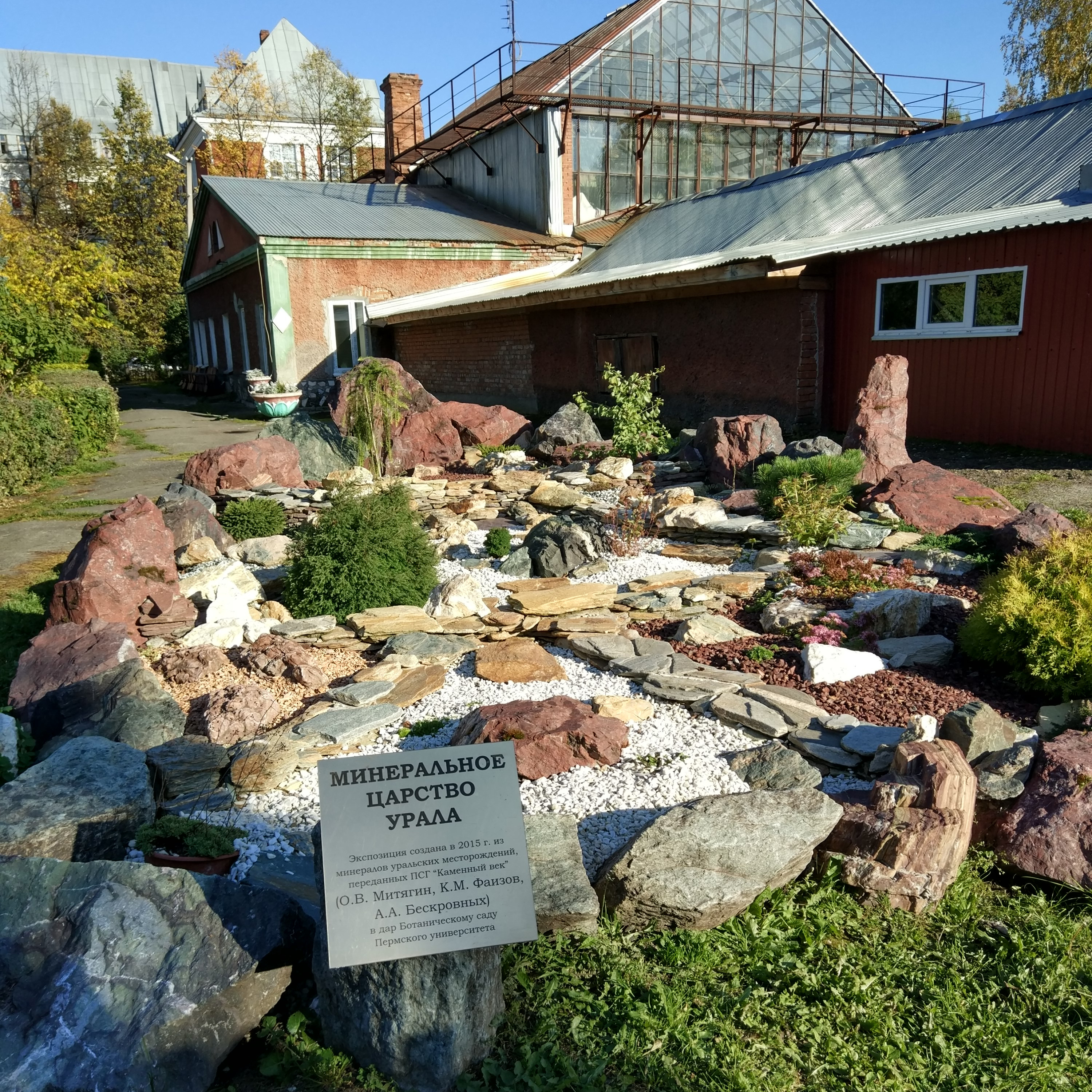
Уральский сад камней. На заднем плане молодое дерево Гинкго билоба, живое ископаемое пермского геологического периода

## История

### Становление
В создании ботанического сада при Пермском университете принимали участие крупный промышленник, меценат Н. В. Мешков и выдающийся ученый, доктор ботаники, профессор Пермского университета А. Г. Генкель.
Мешков планировал разбить большой «Народный сад», который должен был «служить жителям города Перми приятным местом прогулок и отдыха на чистом воздухе». Для этой цели в 1915 году Мешков пригласил из Москвы известного ландшафтного архитектора Э. А. Майера, который стал автором проекта сада.
Сами работы по созданию ботанического сада были начаты в 1922 году по инициативе профессора А. Г. Генкеля. По его замыслу, коллекции живых растений должны были создаваться, прежде всего, для преподавания ботанических дисциплин и для научных исследований, проводимых кафедрами морфологии и систематики растений, физиологии растений, фармакологии и фармакогнозии.
В 1923 году вышел первый Индекс семян, предлагаемых к обмену Ботаническим садом Пермского университета.
В 1927 году после смерти Генкеля сад получил имя своего основателя.
С 1934 года в ботаническом саду началась организация научной лаборатории, были открыты библиотека и музей, которые знакомили с основными растительными культурами сада.
В 1988 году решением Пермского облисполкома от 17 февраля 1989 г. № 35 ботанический сад был объявлен памятником природы областного значения.
Со времени закладки сада сохранились мемориальные посадки липы сердцелистной, старейший экземпляр финика канарского: финиковой пальмы, посаженой Генкелем в 1896 году в Санкт-Петербурге и в возрасте 17 лет попавшей в Пермский университет.

### Директоры Ботанического сада
- А. Г. Генкель (1922—1927)
- Д. А. Сабинин (1927—1928)
- В. И. Баранов (1929—1930)
- Е. А. Павский (1930—1941)
- Ф. А. Бынов (1941—1948)
- Н. М. Колмогорова (1948—1966)
- В. С. Николаевский (1966—1967)
- В. М. Яценко (1967—1973)
- Л. И. Матвиенко (1974—1976)
- В. Т. Десятский (1976—1978)
- А. Н. Захаров (1978—1980)
- Ю. Н. Семёнов (1980—1984)
- Н. Н. Портениер (1984—1985)
- П. А. Бабич (1986—1998)
- С. А. Шумихин (с 1999)[8]

### Современность

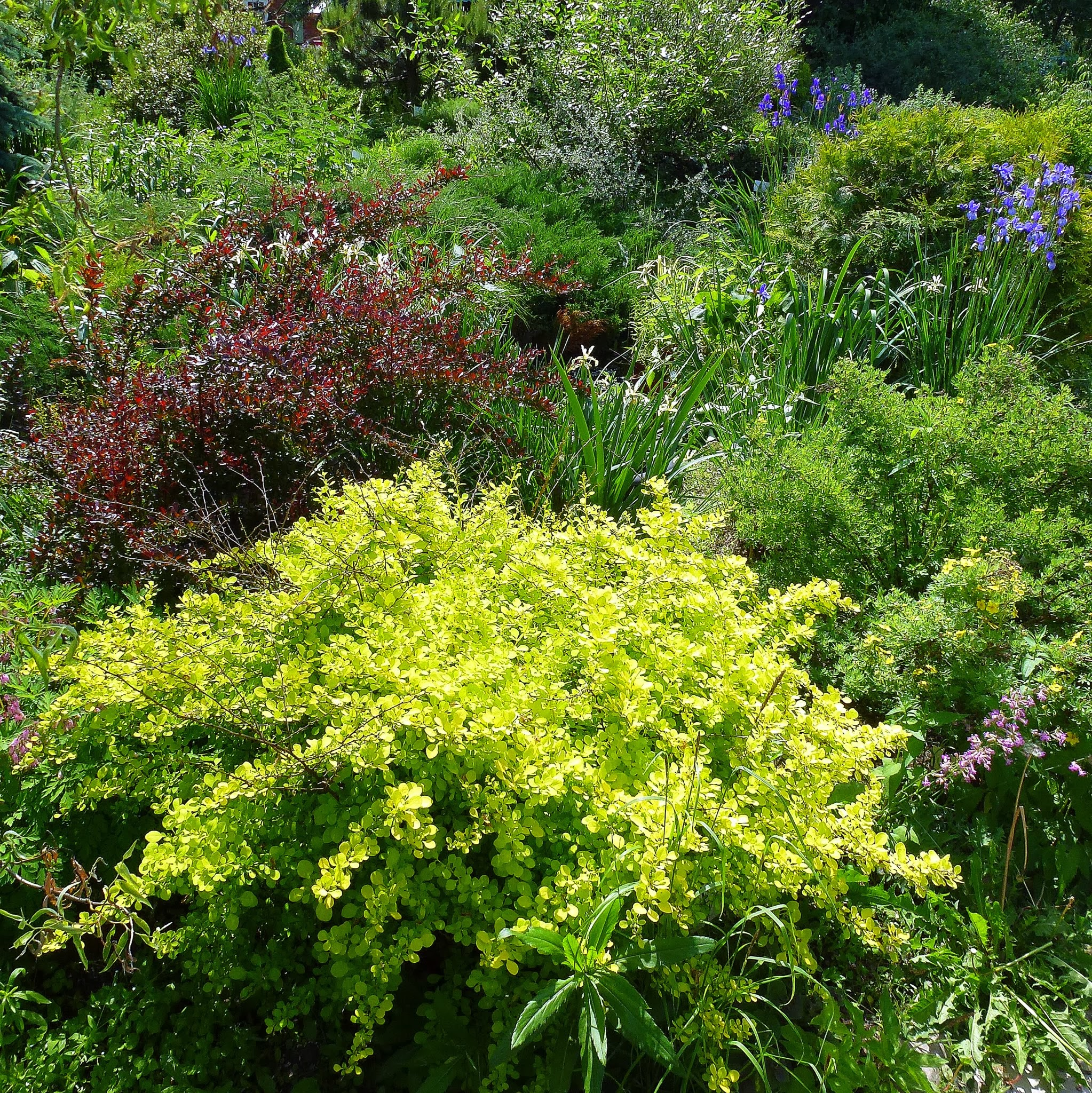

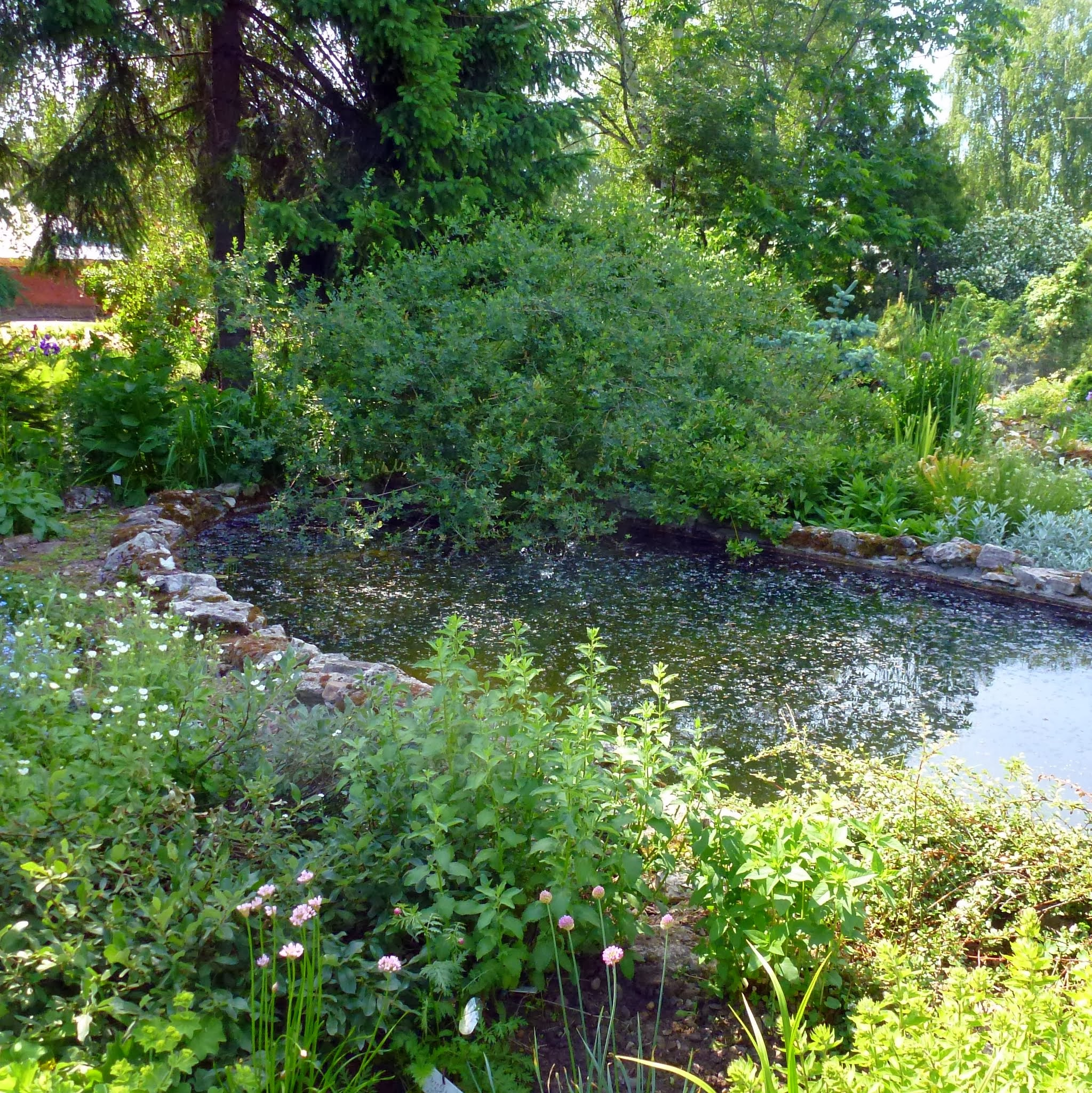
Участок экспозиции «Экологическая тропа с фрагментами модельных фитоценозов умеренной климатической зоны»

Ботанический сад имеет статус учебно-научного учреждения и особо охраняемой природной территории (ООПТ регионального значения).
Ежегодно Ботанический сад Пермского университета предлагает для обмена другим ботаническим садам более 1000 различных наименований
семян. Он сотрудничает более чем с 250 ботаническими садами и учреждениями России и зарубежья, в том числе — с Пермской сельскохозяйственной академией, Пермским педагогическим университетом, Тюменским университетом, Ярославским педагогическим университетом, входит в состав Совета ботанических садов Урала и Поволжья, Совета ботанических садов России, участвует в Международной программе по охране растений.
Научно-исследовательская работа сада связана с отбором и выведением новых форм и сортов, наиболее стойких и продуктивных в условиях Предуралья, интродукцией и акклиматизацией растений: в его оранжереях растут и созревают бананы, ананасы, папайя, цитрусовые и виноград, цветут лотосы и амазонские кувшинки, тут располагается самая крупная коллекцией цитрусовых в России, выводятся новые формы и сорта цветочно-декоративных растений.
Ежегодно здесь проходят отбор и оценку более 350 гибридов гладиолусов, патентуются новые сорта. Всего в его коллекциях представлено около 5000 видов растений, представленных более чем 7500 таксонами.
На территории Ботанического сада функционирует экспозиционный комплекс «Экологическая тропа», представляющий собой коллекции модельных фитоценозов умеренного климатического пояса, и ряд тематических экспозиций умеренно-климатической, тропикогенной и субтропикогенной флоры. Коллекции растений открытого грунта представлены в 10 основных экспозициях тропы: «Эфемероиды», «Лианы», «Биологические часы», «Альпинарий», «Водоем и прибрежно-водная растительность», «Болото», «Теневой сад», «Экспозиция дальневосточной флоры», «Виды растений Красной книги России и Пермского края», «Миксбордер мезофитов непрерывного цветения». Экспозиции закрытого грунта размещаются на грунтовых площадках в шести отделениях фондовой оранжереи, пять из которых имитируют типичные растительные формации тропиков и субтропиков: «Влажные тропики», «Сухие тропики», «Эпифиты», «Кактусы и суккуленты», «Полезные растения тропиекогенной флоры». Кроме того, в оранжерее представлена уникальная, единственная в мире коллекция растений в экспозиции «Растения пермского геологического периода». В мемориальной оранжерее расположена коллекция субтропических растений.
Ежегодно проводится более 1 тыс. обзорных и тематических экскурсий по экспозициям открытого и закрытого грунта, организуются выставки растений.